# (35099) 1991 GY7
(35099) 1991 GY7 es un asteroide perteneciente al cinturón de asteroides descubierto el 8 de abril de 1991 por Eric Walter Elst desde el Observatorio de La Silla, Chile.

## Designación y nombre
Designado provisionalmente como 1991 GY7.

## Características orbitales
1991 GY7 está situado a una distancia media del Sol de 2,407 ua, pudiendo alejarse hasta 2,759 ua y acercarse hasta 2,056 ua. Su excentricidad es 0,146 y la inclinación orbital 1,743 grados. Emplea 1364,70 días en completar una órbita alrededor del Sol.

## Características físicas
La magnitud absoluta de 1991 GY7 es 15,4. Tiene 4,563 km de diámetro y su albedo se estima en 0,034. 